# Petronas
Petroliam Nasional Berhad, cunoscută sub numele de Petronas, este o companie de petrol și gaze din Malaysia. Înființată în 1974 și deținută în totalitate de Guvernul Malaeziei, corporația este învestită cu toate resursele de petrol și gaze din Malaysia și i se încredințează responsabilitatea de a dezvolta și adăuga valoare acestor resurse. În ediția din 2017 a Forbes Global 2000, Petronas Gas a fost clasată pe locul 1881. Petronas s-a clasat, de asemenea, pe locul 48 la nivel global în ediția din 2020 a Bentley Infrastructure 500.
De la înființare, Petronas a devenit o companie internațională integrată de petrol și gaze, cu interese comerciale în 35 de țări. La sfârșitul lunii martie 2005, Grupul cuprindea 103 filiale deținute în totalitate, 19 ținute deținute parțial și 57 de companii asociate. Financial Times a identificat Petronas drept una dintre „noile șapte surori⁠(en)[traduceți]”: cele mai influente companii naționale de petrol și gaze din țări din afara OCDE.
Grupul este angajat într-un spectru larg de activități petroliere, inclusiv prospectarea și producția de petrol și gaze în amonte până la rafinarea petrolului în aval; comercializarea și distribuția de produse petroliere; procesarea și lichefierea gazelor; operațiuni de rețea de conducte de transport de gaze; comercializarea gazelor naturale lichefiate; producție și marketing petrochimic; transport; inginerie auto; și investiții imobiliare. Petronas oferă o sursă substanțială de venit pentru guvernul malaysian, reprezentând mai mult de 15% din veniturile guvernului din 2015 până în 2020. Compania are sediul central la Turnurile Petronas.